# Smrdáky
Smrdáky (Hongaars: Büdöskő) is een Slowaakse gemeente in de regio Trnava, en maakt deel uit van het district Senica.
Smrdáky telt 724 inwoners.